# Guy Pearce

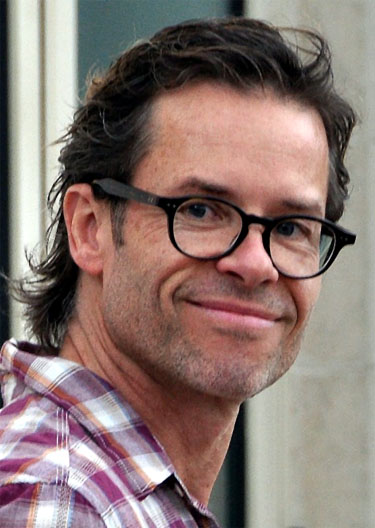
Guy Pearce bei den Filmfestspielen von Cannes 2012

Guy Edward Pearce (* 5. Oktober 1967 in Ely, Cambridgeshire, England) ist ein australisch-britischer Schauspieler.

## Leben und Karriere
Pearce siedelte im Alter von drei Jahren mit seinen Eltern von England nach Australien über. Sein Vater, ein neuseeländischer Pilot, kam bei einem Flugzeugabsturz ums Leben, als Pearce acht Jahre alt war. Erste Fernseherfahrungen machte er unmittelbar nach seinem Schulabschluss in der australischen Seifenoper Nachbarn. Seinen Durchbruch als ernstzunehmender Schauspieler hatte Guy Pearce mit der australischen Low-Budget-Produktion Priscilla – Königin der Wüste (1994). Darin spielte er die Dragqueen Felicia.
Große Beachtung fand Pearce durch seine Mitwirkung in den Hollywood-Filmen L.A. Confidential, in dem er einen ehrgeizigen Polizisten spielte, und Memento, in dem er einen unter Gedächtnisverlust leidenden Mann darstellte. 2002 war Pearce in der Neuverfilmung The Time Machine nach dem Roman Die Zeitmaschine von H. G. Wells als Wissenschaftler Alexander Hartdegen zu sehen. Im selben Jahr spielte er auch in dem Abenteuerfilm Monte Cristo nach dem Roman Der Graf von Monte Christo von Alexandre Dumas den durchtriebenen Fernand Mondego.
2010 sah man Pearce in dem Oscar-prämierten Film The King’s Speech als abdankenden britischen König Eduard VIII. Ein Jahr später brachte ihm die Rolle des Monty Beragon in Todd Haynes’ Fernsehproduktion Mildred Pierce, einer Miniserie nach einem Roman von James M. Cain, einen Emmy ein. 2012 stand er als Unternehmer Peter Weyland in Ridley Scotts Science-Fiction-Thriller Prometheus – Dunkle Zeichen vor der Kamera.
Pearce heiratete im Jahr 1997 die Psychologin Kate Mestitz. Im Oktober 2015 wurde bekannt, dass die beiden sich bereits im Januar 2015 getrennt hatten. Er lebt in Melbourne, wo er auch Theater spielt. Ab dem Jahr 2015 war er mit der niederländischen Schauspielerin Carice van Houten liiert. Im August 2016 wurde ihr gemeinsamer Sohn geboren. Im Januar 2025 wurde bekannt, dass Pearce und van Houten bereits seit längerer Zeit getrennt sind.

## Filmografie
- 1986–1989, 2022: Nachbarn (Neighbours)
- 1990: Friday on My Mind
- 1990: Heaven Tonight
- 1991: Hunting
- 1993–1996: Snowy River (The McGregor Saga, Fernsehserie, 65 Folgen)
- 1994: Priscilla – Königin der Wüste (The Adventures of Priscilla, Queen of the Desert)
- 1996: Liebling, bleib wie ich bin (Dating the Enemy)
- 1996: Flynn
- 1997: L.A. Confidential
- 1998: Zeit der Grausamkeit (Woundings)
- 1999: A Slipping-Down Life
- 1999: Ravenous – Friss oder stirb (Ravenous)
- 2000: Memento
- 2000: Rules – Sekunden der Entscheidung (Rules of Engagement)
- 2002: Till Human Voices Wake Us
- 2002: The Hard Word
- 2002: The Time Machine
- 2002: Monte Cristo (The Count of Monte Cristo)
- 2004: Zwei Brüder (Deux frères)
- 2005: The Proposition – Tödliches Angebot (The Proposition)
- 2006: Factory Girl
- 2006: First Snow
- 2006: Before I Fall to Pieces, Razorlight, Musikvideo
- 2007: Tödliche Magie (Death Defying Acts)
- 2008: Traitor
- 2008: Tödliches Kommando – The Hurt Locker (The Hurt Locker)
- 2008: Winged Creatures
- 2008: Bedtime Stories
- 2009: The Road
- 2009: I Am You – Mörderische Sehnsucht (In Her Skin)
- 2010: Königreich des Verbrechens (Animal Kingdom)
- 2010: The King’s Speech
- 2011: Mildred Pierce (Miniserie)
- 2011: Don’t Be Afraid of the Dark
- 2011: Pakt der Rache (Seeking Justice)
- 2012: Lockout
- 2012: Lawless – Die Gesetzlosen (Lawless)
- 2012: Prometheus – Dunkle Zeichen (Prometheus)
- 2013: Iron Man 3
- 2013: Breathe in – Eine unmögliche Liebe (Breathe In)
- 2014: The Rover
- 2015: Equals – Euch gehört die Zukunft (Equals)
- 2015: Results
- 2015: Holding the Man
- 2016: The Wizards of Aus (Fernsehserie, Folge 1x01)
- 2016: Genius – Die tausend Seiten einer Freundschaft (Genius)
- 2016: Brimstone
- 2016–2018: Jack Irish (Fernsehserie, zwölf Folgen)
- 2017: Alien: Covenant
- 2017: When We Rise (Fernsehserie, vier Folgen)
- 2018: The Catcher Was a Spy
- 2018: The Innocents (Fernsehserie, acht Folgen)
- 2018: Maria Stuart, Königin von Schottland (Mary Queen of Scots)
- 2018: Spinning Man – Im Dunkel deiner Seele (Spinning Man)
- 2019: Domino – A Story of Revenge (Domino)
- 2019: The Last Vermeer
- 2019: A Christmas Carol (Fernsehserie)
- 2020: Disturbing the Peace
- 2020: Bloodshot
- 2021: The Seventh Day
- 2021: Mare of Easttown (Miniserie)
- 2021: Zone 414
- 2021: Zurück ins Outback (Back to the Outback, Stimme)
- 2021: Tom Clancy’s Gnadenlos (Tom Clancy’s Without Remorse)
- 2022: Memory – Sein letzter Auftrag (Memory)
- 2022: The Infernal Machine
- 2022: A Spy Among Friends (Miniserie)
- 2023: The Clearing (Miniserie)
- 2023: The Convert
- 2024: The Shrouds
- 2024: Inside
- 2024: Der Brutalist (The Brutalist)

## Auszeichnungen (Auswahl)
Oscar
- 2025: Nominierung in der Kategorie Bester Nebendarsteller für Der Brutalist

Golden Globe
- 2012: Nominierung in der Kategorie Bester Nebendarsteller – Serie, Mini-Serie oder TV-Film für Mildred Pierce
- 2025: Nominierung in der Kategorie Bester Nebendarsteller für Der Brutalist

Emmy
- 2011: Bester Nebendarsteller in einer Miniserie oder einem Fernsehfilm für Mildred Pierce

British Academy Film Award
- 2025: Nominierung in der Kategorie Bester Nebendarsteller für Der Brutalist

Screen Actors Guild Award
- 1998: Nominierung in der Kategorie Bestes Schauspielensemble für L.A. Confidential
- 2011: Bestes Schauspielensemble für The King’s Speech
- 2012: Nominierung in der Kategorie Bester Darsteller in einem Fernsehfilm oder Miniserie für Mildred Pierce

Satellite Award
- 2002: Nominierung in der Kategorie Bester Hauptdarsteller für Memento
- 2011: Nominierung in der Kategorie Bester Nebendarsteller in einer Serie, Miniserie oder einem Fernsehfilm für Mildred Pierce
- 2024: Bester Darsteller in einer Miniserie oder einem Fernsehfilm für A Spy Among Friends
- 2025: Bester Nebendarsteller für Der Brutalist

AFI Award
- 2005: Nominierung in der Kategorie Bester Hauptdarsteller für The Proposition – Tödliches Angebot
- 2008: Nominierung in der Kategorie Bester Hauptdarsteller für Tödliche Magie
- 2009: Nominierung in der Kategorie Bester Hauptdarsteller für Bedtime Stories
- 2010: Nominierung in der Kategorie Bester Nebendarsteller für Königreich des Verbrechens

Film Critics Circle of Australia Award
- 2002: Nominierung in der Kategorie Bester Hauptdarsteller für The Hard Word
- 2005: Nominierung in der Kategorie Bester Hauptdarsteller für The Proposition – Tödliches Angebot
- 2011: Nominierung in der Kategorie Bester Nebendarsteller für Königreich des Verbrechens
- 2015: Nominierung in der Kategorie Bester Hauptdarsteller für The Rover

Chlotrudis Award
- 1998: Nominierung in der Kategorie Bester Hauptdarsteller für L.A. Confidential
- 2007: Nominierung in der Kategorie Bester Hauptdarsteller für The Proposition – Tödliches Angebot

Chicago Film Critics Association Award
- 1998: Nominierung in der Kategorie Vielversprechendster Darsteller für L.A. Confidential
- 2002: Nominierung in der Kategorie Bester Hauptdarsteller für Memento
- 2024: Nominierung in der Kategorie Bester Nebendarsteller für Der Brutalist

Online Film Critics Society Award
- 2002: Nominierung in der Kategorie Bester Hauptdarsteller für Memento
- 2025: Nominierung in der Kategorie Bester Nebendarsteller für Der Brutalist

Weitere
- 2001: Bester Darsteller beim New York International Independent Film & Video Festival für Zeit der Grausamkeit
- 2001: Nominierung für den Boston Society of Film Critics Award in der Kategorie Bester Hauptdarsteller für Memento
- 2001: San Diego Film Critics Society Award in der Kategorie Bester Hauptdarsteller für Memento
- 2002: Las Vegas Film Critics Society Award in der Kategorie Bester Hauptdarsteller für Memento
- 2002: Nominierung für den Phoenix Film Critics Society Award in der Kategorie Bester Hauptdarsteller für Memento
- 2002: Nominierung für den Saturn Award in der Kategorie Bester Hauptdarsteller für Memento
- 2005: Nominierung für den Inside Film Award in der Kategorie Bester Hauptdarsteller für The Proposition – Tödliches Angebot
- 2009: Gotham Award in der Kategorie Bestes Schauspielensemble für Tödliches Kommando – The Hurt Locker
- 2010: Nominierung für den British Independent Film Award in der Kategorie Bester Nebendarsteller für The King’s Speech
- 2022: Silberner Logie Award als beliebtester Schauspieler für Jack Irish
- 2024: Nominierung für den Daytime Emmy Award in der Kategorie Bester Gastdarsteller in einer Dramaserie für Nachbarn
- 2024: Nominierung für den San Diego Film Critics Society Award in der Kategorie Bester Nebendarsteller für Der Brutalist
- 2025: Nominierung für den National Society of Film Critics Award in der Kategorie Bester Nebendarsteller für Der Brutalist
- 2025: Nominierung für den London Critics’ Circle Film Award in der Kategorie Bester Nebendarsteller für Der Brutalist
- 2025: Nominierung für den Critics’ Choice Movie Award in der Kategorie Bester Nebendarsteller für Der Brutalist